# Basileus Konstantinos
Le Basileus Konstantinos ou Roi Constantin Ier est un cuirassé de la classe Bretagne dont la construction, en 1914 pour la marine grecque, n'a jamais été achevée.

## Historique
En 1913, le gouvernement grec ordonne l'achat de ses deux premiers dreadnought de 23 000 t, les cuirassés Salamis et Basileus Konstantinos. Alors que le premier est prévu d'être construit en Allemagne sur des plans allemands, le second, doit être construit en France sur les plans de la classe Bretagne,. La commande au chantier français est passée en avril 1914.
La construction de la quille du Basileus Konstantinos débute en juin 1914 aux chantiers Penhoët de Saint-Nazaire. La pose officielle du premier rivet l'est le 13 juin 1914 en présence du ministre grec M. A. Romanos et de l'attaché naval grec,. L'artillerie principale de ce navire devait être la même que celle de cette classe, à savoir de 10 canons de 340 construits par les français tandis que l'artillerie secondaire devait être de fabrication britannique, provenir de Coventry et disposer de 12 canons de 76 mm supplémentaires,,. Le coût de ce navire devait être de 59 300 000 francs et le navire devait être achevé en 27 mois. Le navire devait disposer de aussi de quatre tubes lance-torpilles de 450 mm.
Les travaux ont été interrompu au mois d'août 1914 et n'ont jamais repris.